# Ernst Zimmermann (Theologe)

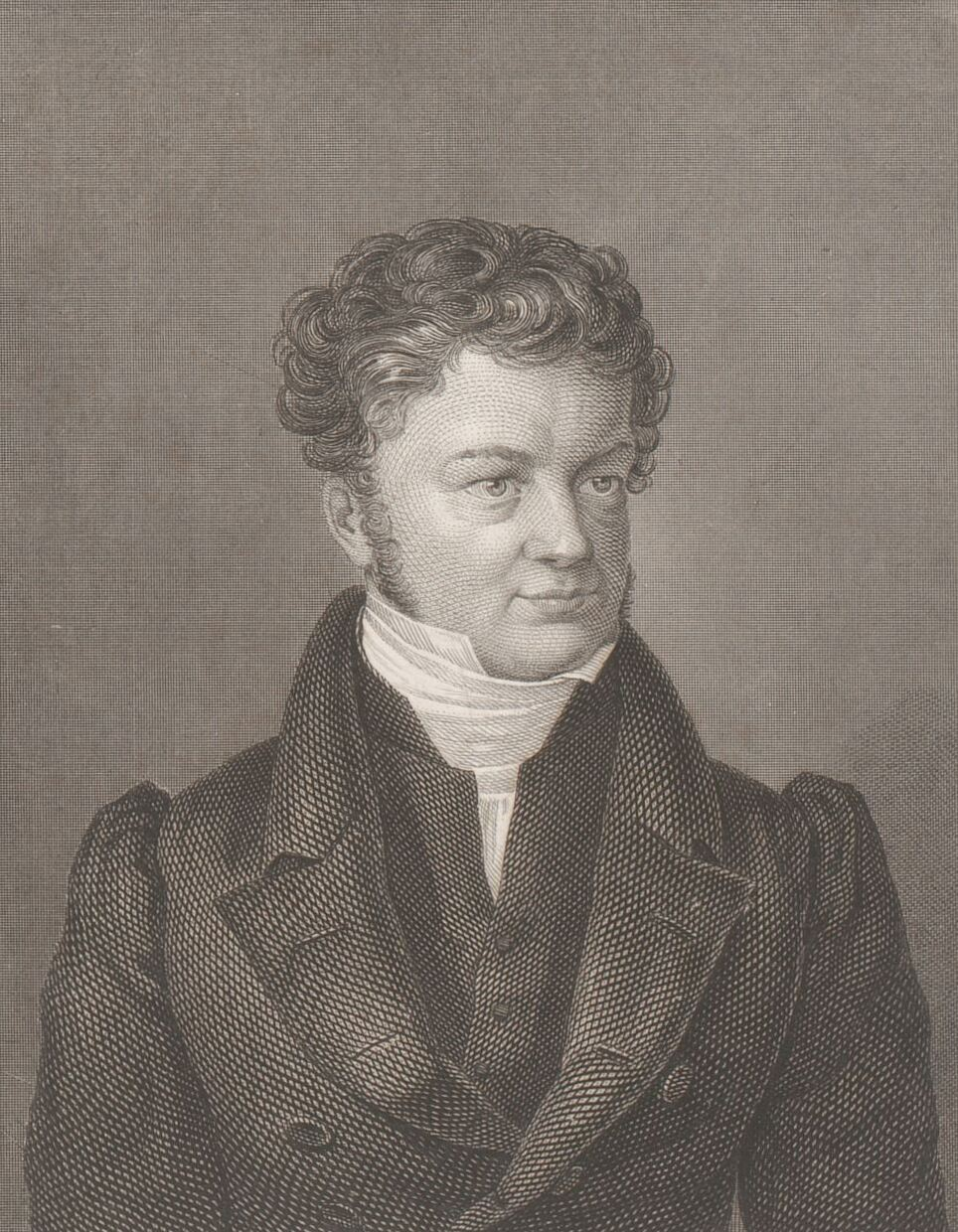
Ernst Zimmermann

Ernst Christoph Philipp Zimmermann (* 18. September 1786 in Darmstadt; † 24. Juni 1832 ebenda) war ein deutscher evangelischer Theologe, Prediger und Publizist, der von 1786 bis 1832 lebte und wirkte. Als Sohn des späteren Direktors des Darmstädter Pädagogs geboren, durchlief er eine akademische Laufbahn, die ihn vom Studium der Theologie in Gießen bis zum Hofprediger am Darmstädter Hof führte. Zimmermann zeichnete sich durch seine vielfältige Tätigkeit als Prediger, Herausgeber und Reformer aus, wobei er einen bedeutenden Einfluss auf den theologischen und pädagogischen Diskurs seiner Zeit ausübte.

## Werdegang und Wirken
Ernst Zimmermann wurde 1786 in Darmstadt als Sohn des späteren Direktors des Darmstädter Pädagogs Johann Georg Zimmermann geboren. Er erhielt eine fundierte Bildung am Gymnasium in Darmstadt. Von 1803 bis 1805 studierte Zimmermann Theologie an der Universität Gießen. Nach Abschluss seines Studiums übernahm er 1805 zunächst die Leitung der Kandidatenschule in Darmstadt.
Am ersten Advent 1805 erfolgte Zimmermanns Ordination, und er wurde als Präzeptor und Hilfsprediger in Auerbach an der Bergstraße eingeführt. In dieser Position begann er 1808 mit der Herausgabe einer Ausgabe des Euripides, die in vier Bänden bis 1815 in Frankfurt am Main erschien. Im Jahr 1809 wechselte Zimmermann als Diakonus nach Groß-Gerau und übernahm gleichzeitig das Amt des Pfarrers in Büttelborn.
Zimmermanns Karriere führte ihn 1814 zurück nach Darmstadt, wo er zum Hofdiakonus ernannt wurde. Allerdings verzögerte sich sein Amtsantritt aufgrund von Renovierungsarbeiten. Im Mai 1816 erfolgte schließlich seine Ernennung zum zweiten Hofprediger am Darmstädter Hof. In dieser Position diente Zimmermann bis zu seinem Tod und erwarb sich einen Ruf als bedeutender Prediger.
Im August 1831 wurde Zimmermann für höhere Ämter in der hessischen Landeskirche designiert. Er sollte die Positionen des Prälaten, Superintendenten und Oberkonsistorialrats übernehmen. Jedoch verstarb Zimmermann am 24. Juni 1832 in Darmstadt, bevor er diese Ämter antreten konnte. Er wurde auf dem Alten Friedhof in Darmstadt beigesetzt (Grabstelle: I E 121).
Zimmermanns theologische Ausrichtung wird als die eines frommen Rationalisten beschrieben. In seiner Funktion als Hofprediger hielt er zahlreiche Predigten, die später in acht Bänden gesammelt und zwischen 1815 und 1831 in Darmstadt veröffentlicht wurden. Sein Wirken fiel in eine Zeit des Übergangs zwischen Aufklärung und Erweckungsbewegung in der protestantischen Theologie.

## Publizistische Tätigkeit
Zwischen 1808 und 1815 gab Zimmermann in Frankfurt am Main eine vierbändige Ausgabe des Euripides heraus. Diese philologische Arbeit stellte einen Teil seiner frühen Veröffentlichungen dar.
Ein Bereich seiner publizistischen Tätigkeit war die Veröffentlichung von Predigten. Zimmermann publizierte nicht nur eigene Predigten, sondern auch die anderer Theologen seiner Zeit. Er beschäftigte sich insbesondere mit den Predigten des Dresdener Oberhofpredigers Franz Volkmar Reinhard (1753–1812). Zimmermann veröffentlichte mehrere Jahrgänge von Reinhards Predigtaufrissen und Dispositionen.
In der Folge erschienen Zimmermanns eigene Predigten gesammelt in acht Bänden zwischen 1815 und 1831 in Darmstadt. Diese Sammlung umfasste seine Predigten über einen Zeitraum von mehr als 15 Jahren.
Zimmermann gründete und gab mehrere Zeitschriften heraus. Im Jahr 1821 gründete er die Monatsschrift für Predigerwissenschaften, die sich an Prediger und Theologen richtete. Diese Zeitschrift behandelte homiletische Fragen.
1822 folgte die Gründung der Allgemeinen Kirchenzeitung im Verlag von Carl Wilhelm Leske. Der vollständige Titel dieser Publikation lautete Ein Archiv für die neueste Geschichte und Statistik der christlichen Kirche, nebst einer kirchenhistorischen und kirchenrechtlichen Urkundensammlung. Diese Zeitschrift befasste sich mit aktuellen Entwicklungen in der christlichen Kirche sowie kirchenhistorischen und kirchenrechtlichen Themen.
1824 gründete Zimmermann die Allgemeine Schulzeitung, ebenfalls im Verlag von Carl Wilhelm Leske. Diese Zeitschrift widmete sich pädagogischen Fragen.
Die von Zimmermann gegründeten Zeitschriften erschienen für den gesamtdeutschen Protestantismus. Sie dienten als Plattformen für den theologischen und pädagogischen Diskurs in der ersten Hälfte des 19. Jahrhunderts.
Zimmermanns publizistische Tätigkeit beinhaltete eigene theologische Beiträge, die Verbreitung der Werke anderer Theologen und die Herausgabe von Zeitschriften. Seine Publikationen reichten von philologischen Arbeiten über Predigtsammlungen bis hin zu periodischen Veröffentlichungen zu theologischen und pädagogischen Themen.

## Kirchenreformatorisches Engagement
Ernst Zimmermann befasste sich im Rahmen seines theologischen Wirkens mit der Reform der evangelischen Kirche. Seine Bemühungen konzentrierten sich auf einen unionistischen Ansatz, der verschiedene Strömungen innerhalb der Kirche zu vereinen suchte.
In der Zeit der Unionen und Erweckungen setzte sich Zimmermann für Veränderungen in den kirchlichen Strukturen ein. Er arbeitete an Konzepten, die darauf abzielten, die unterschiedlichen reformatorischen Entwicklungen innerhalb der evangelischen Kirche zusammenzuführen.
Zimmermanns Reformbestrebungen fanden in einer Phase statt, in der die Modernisierung der Kirche kontrovers diskutiert wurde. Seine Arbeit umfasste Überlegungen zur Anpassung kirchlicher Strukturen an die sich verändernden gesellschaftlichen Bedingungen.
Ein Aspekt von Zimmermanns Engagement war die Auseinandersetzung mit konfessionellen Grenzen innerhalb des Protestantismus. Er beschäftigte sich mit Möglichkeiten einer engeren Zusammenarbeit zwischen lutherischen und reformierten Gemeinden.
In seinen Reformansätzen thematisierte Zimmermann sowohl praktisch-theologische als auch systematisch-theologische Aspekte. Er berücksichtigte in seinen Überlegungen die Bedürfnisse der Gemeinden und setzte sich mit theologischen Grundsätzen auseinander.
Zimmermann befasste sich in seinen Reformüberlegungen auch mit den Veränderungen, die sich aus dem Ende des landesherrlichen Kirchenregiments ergaben. Er entwickelte Ideen zur Selbstgestaltung der Kirche und arbeitete an einer Kirchentheorie, die praktische und theologische Aspekte berücksichtigte.